# Mora la Nueva
Mora la Nueva (oficialmente en catalán, Móra la Nova) es un municipio y localidad de España, en la comarca de Ribera de Ebro, provincia de Tarragona (Cataluña). Se ubica en la ribera izquierda del río Ebro, frente a Mora de Ebro. Con una superficie de 15,93 km², el municipio de Mora la Nueva está situado a la izquierda del río Ebro. En el Norte limita con el cabo de García, y al levante y hacia mediodía con Tivisa.
Nació a principios del siglo XVIII a partir de la construcción de varias masías en lo que entonces era término municipal de Mora de Ebro y su nombre original fue Els Masos de Móra. Se segregó de este municipio el 1830 y aceleró su crecimiento a partir de la llegada del ferrocarril y la construcción de una estación en la localidad.

## Geografía

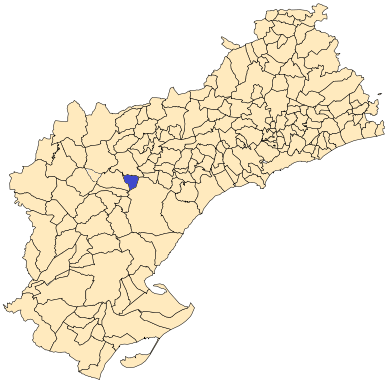
Situación en la provincia de Tarragona

Integrado en la comarca de Ribera de Ebro, se sitúa a 57 kilómetros de Tarragona. El término municipal está atravesado por la carretera nacional N-420, entre los pK 824 y 828, además de por la carretera autonómica C-12, que conecta con Ascó y Rasquera, y por una carretera local que se dirige al municipio de Tivisa. 
El territorio se emplaza en la cubeta o depresión de Móra. El territorio tiene forma de triángulo, en cuyo vértice nororiental se alza el Mas de Pedret (159 metros). Desaguan en el río Ebro una serie de pequeños barrancos que nacen en las vertientes occidentales de la sierra de Montalt. El río Ebro marca el límite occidental con Mora de Ebro. La altitud oscila entre los 159 metros (Mas de Pedret) y los 20 metros a orillas del Ebro. El pueblo se alza a 31 metros sobre el nivel del mar. 
| Noroeste: García       | Norte: García | Noreste: García y Tivisa |
| Oeste: Mora de Ebro    |               | Este: Tivisa             |
| Suroeste: Mora de Ebro | Sur: Tivisa   | Sureste: Tivisa          |

### Naturaleza
El Espacio Natural de las Islas del Ebro, uno de los sectores de este espacio natural fluvial, incluido al plano de espacios de interés natural de Cataluña (PEIN) remodelado en 2006, lo constituyen las dos islas de Mora la Nova y Mora de Ebro conocidas como Subarrec y Galatxo. La primera se encuentra aguas arriba de las dos poblaciones y sólo incluye la isla, sin tener en cuenta el estrecho canal o galacho que la separa del margen derecho del río. La segunda incluye toda la isla y el galacho que la separa del margen izquierdo del río, así como una franja de este margen.

## Historia
La villa de Mora la Nueva (30 m de altitud) está situada a la izquierda del Ebro, del cual unos 300 m, a la plana aluvial del río. A mediados del siglo XIX, al cabo de muy pocos años de conseguir la independencia municipal, había según Madoz unas 100 casas, que formaban una plaza y seis calles. A principios del siglo XX explica Emilio Morera que había 346 edificios en la villa; cuando él escribía aún no se había construido el puente del Ebro. La calle más amplia de aquel entonces se llamaba Mendizábal (actualmente la calle mayor) y, pasado el barranco, hacia ponente, había el arrabal de Santa Teresa.

## Geografía humana

### Demografía
Cuenta con una población de 3314 habitantes (INE 2024).
| Gráfica de evolución demográfica de Mora la Nueva entre 1842 y 2021 |
| |
| Población de derecho según los censos de población del INE Población de hecho según los censos de población del INEEn estos censos se denominaba Mora la Nueva: 1842, 1857, 1860, 1877, 1887, 1897, 1900, 1910, 1920, 1930, 1940, 1950, 1960, 1970 y 1981 |

| 1900 | 1930 | 1950 | 1970 | 1981 | 1986 | 2000 | 2005 | 2012 | 2018 | 2021 |
| ---- | ---- | ---- | ---- | ---- | ---- | ---- | ---- | ---- | ---- | ---- |
| 1865 | 2145 | 2696 | 2940 | 3127 | 2870 | 2661 | 3216 | 3285 | 3071 | 3120 |

### Economía
Si bien la década del 1980 significó para Mora la Nueva un alejamiento de las actividades agrícolas en beneficio de la industria y los servicios, consolidados ya que estos últimos como a principal sector de actividad, al final del siglo XX la agricultura volvía a vivir un buen momento gracias el auge de los cultivos de regadío.
En la década del 1990 el sector industrial fue perdiendo porcentaje de ocupación en relación de los datos de la década anterior, pero se mantiene bastante dinámico gracias, en parte, a la instalación, el 1991,del polígono industrial los Aubals.
Durante el siglo XX fue especialmente importante la tarea llevada a cabo por la estación ferroviaria y el depósito de máquinas de vapor. Durante la década del 1930 había unos 450 empleados entre personal de máquinas, talleres, oficinas y vías y obras. Mientras funcionaban las máquinas de vapor, la estación constituyó un punto estratégico, ya que en dirección Tarragona había una fuerte pendiente que obligaba a deshacerse de vagones y dejarlos en las vías muertas de la estación. Con la electrificación y el desplazamiento de la máquina de vapor, el personal ferroviario se redujo bastante.
La villa de Mora la Nueva destaca por una intensa vitalidad comercial que queda reflejada cada año en la celebración de la Feria Agrícola y Industrial, una de las más tradicionales de Cataluña y punto de referencia obligado en la vida comercial de las comarcas del Ebro. Desde 1831, se celebra anualmente a finales de octubre.
Las necesidades sanitarias son cubiertas por un centro de asistencia primaria que ofrece asistencia en diversas especialidades en los pueblos del sur de la comarca. En el campo de la enseñanza, este se imparte hasta el bachillerato y funciona, además, una escuela municipal de artes y oficios.

## Monumentos y lugares de interés

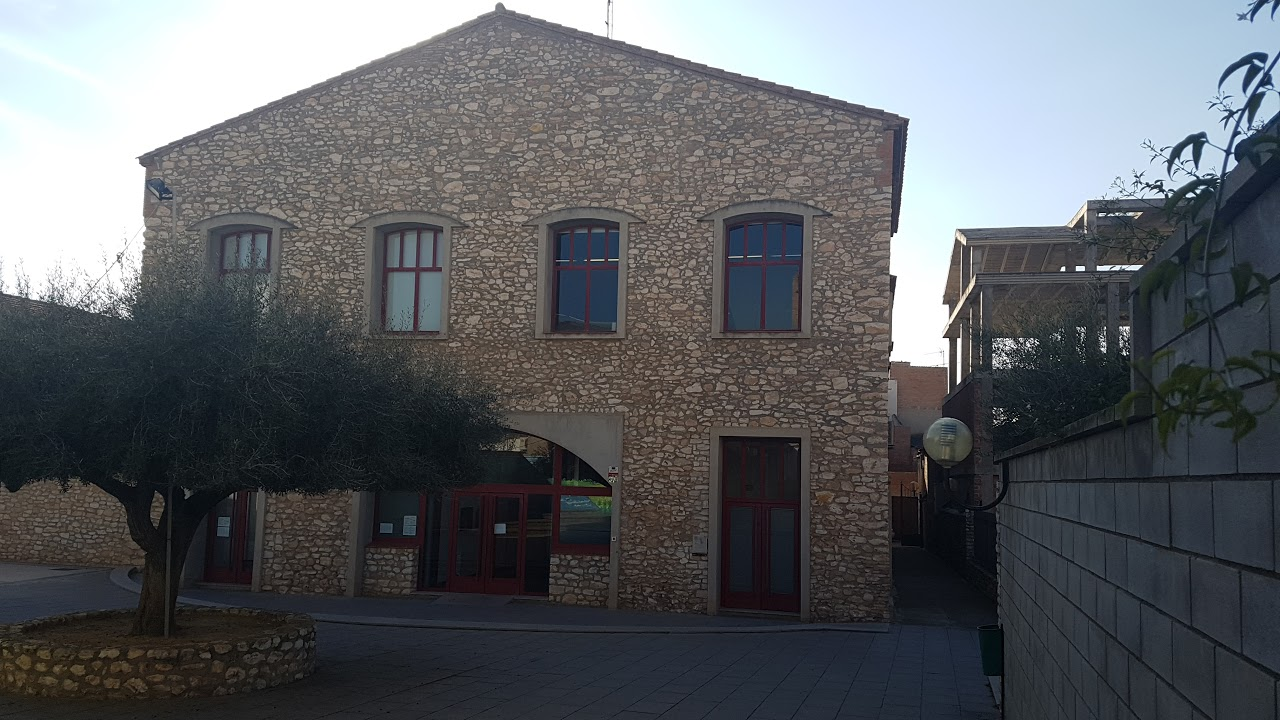
Ateneo de Mora la Nueva

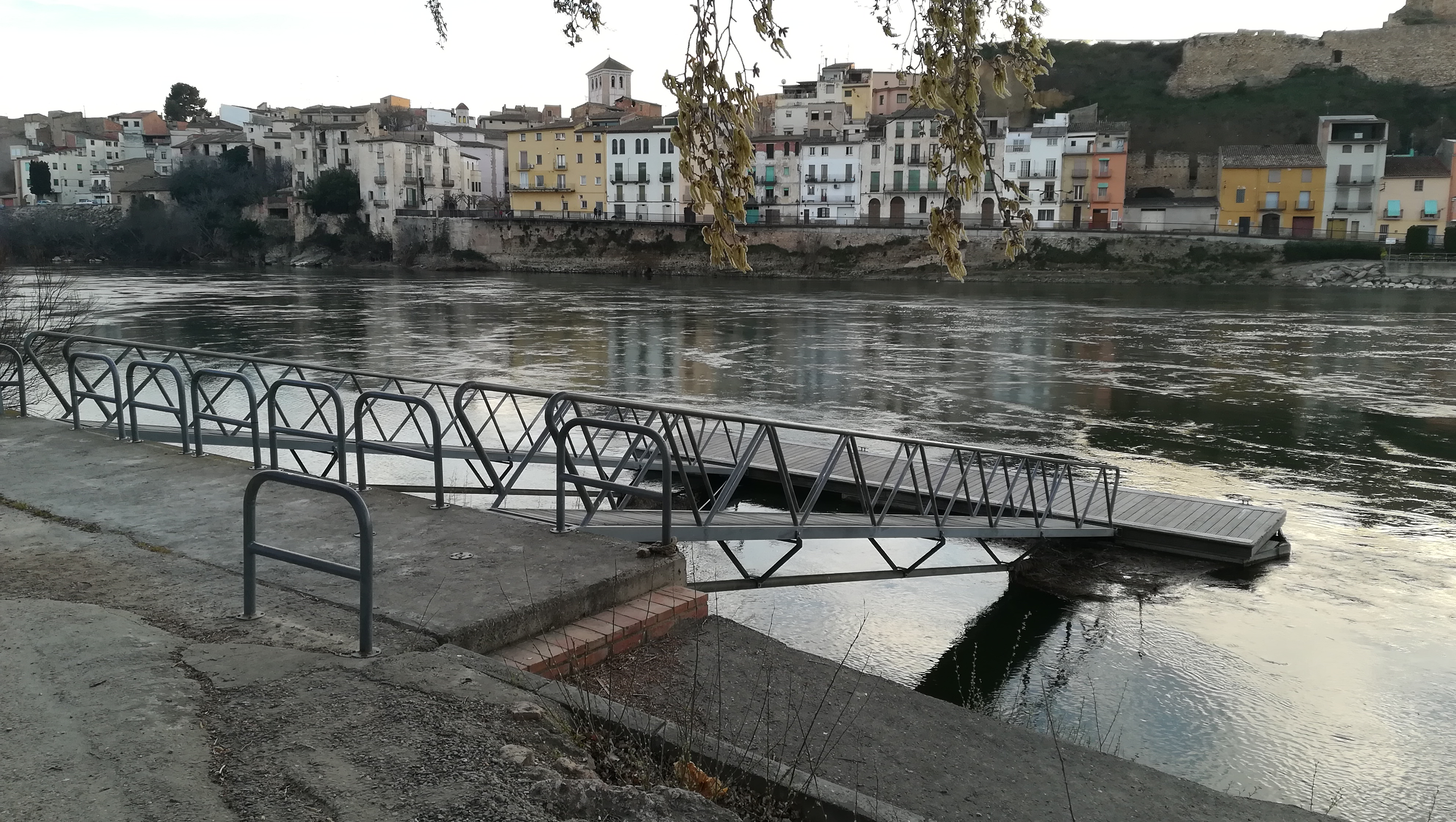
Embarcadero

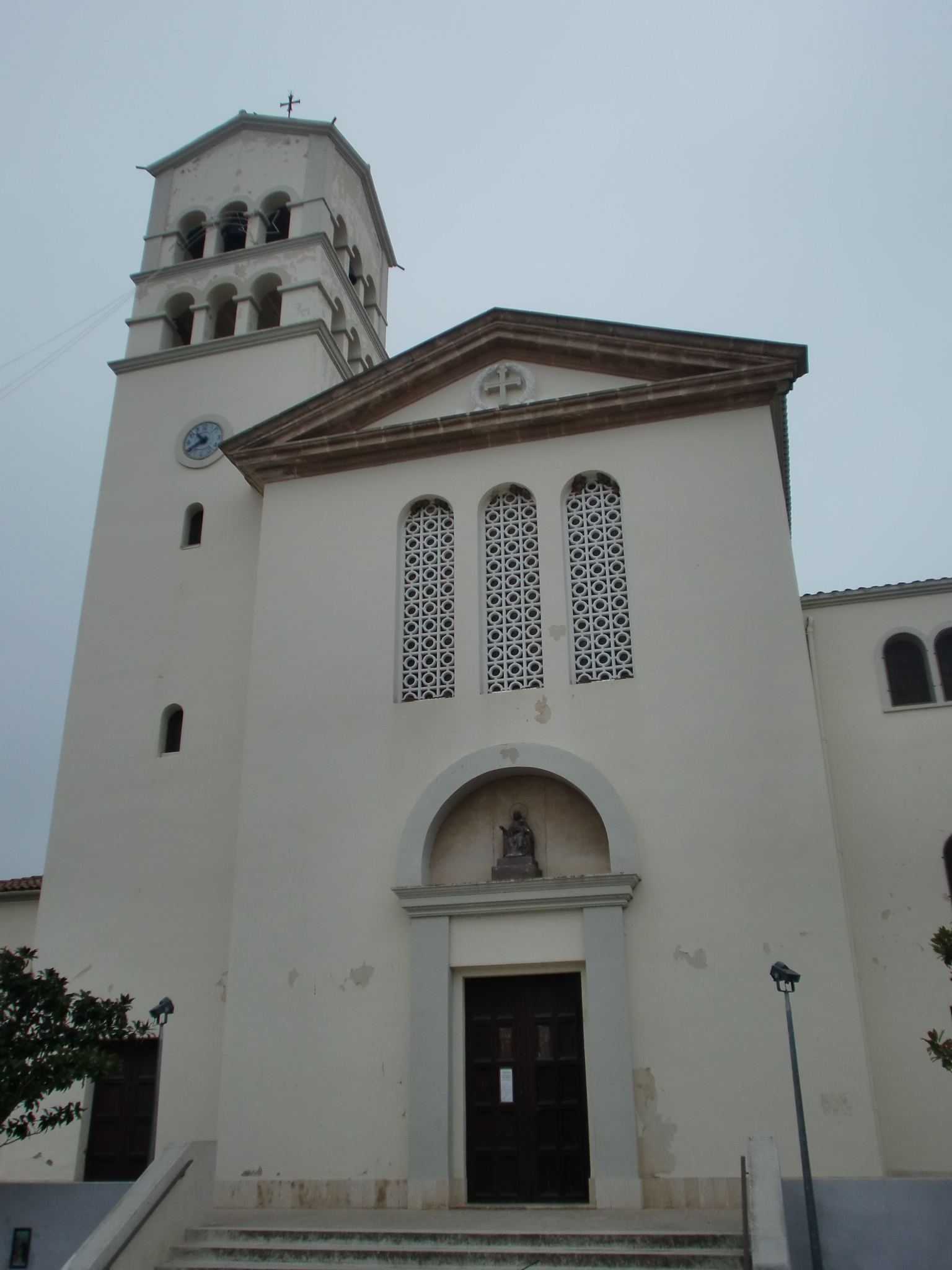
Iglesia de Nuestra Señora del Remedio

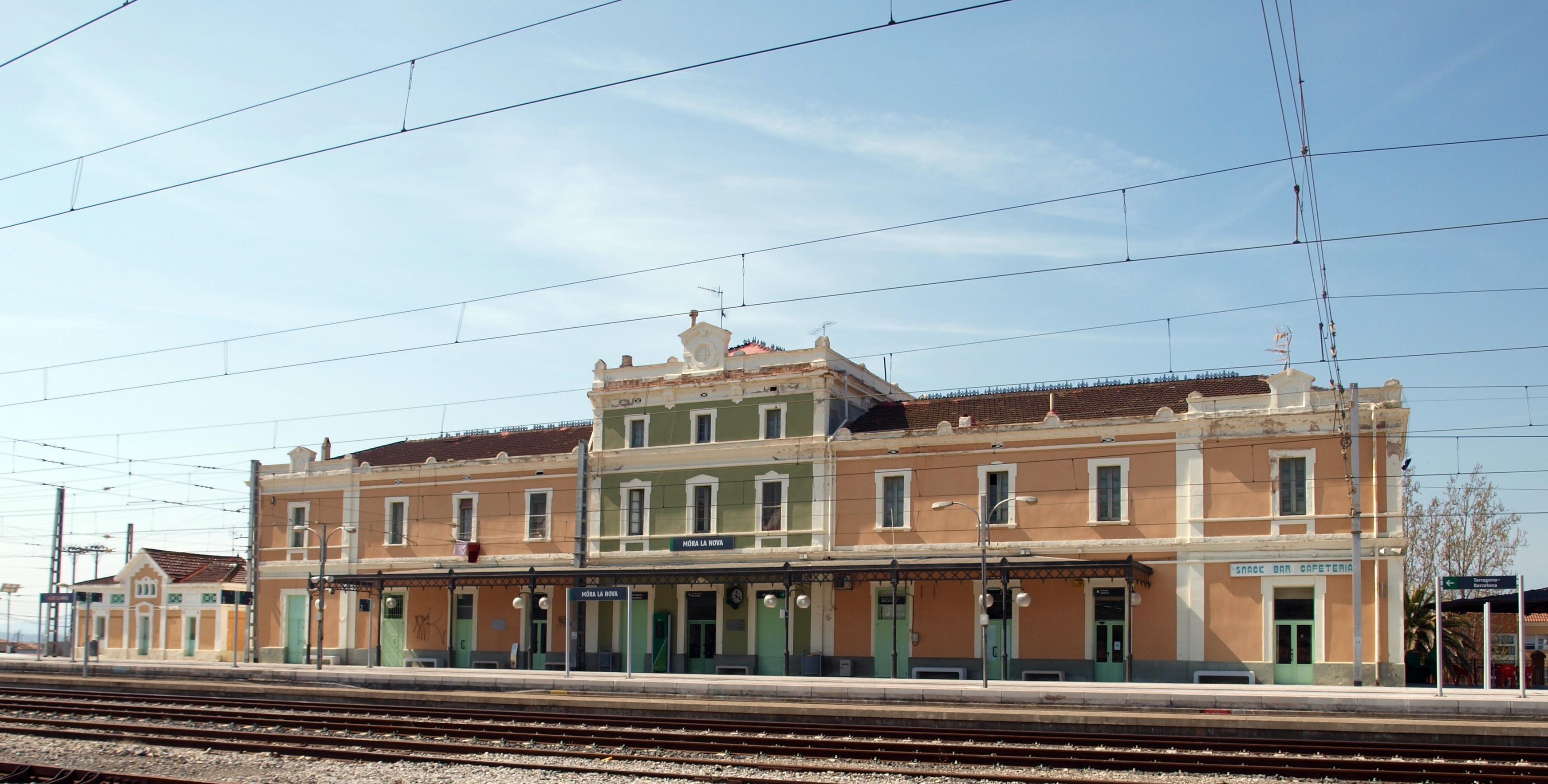
Estación de tren Mora la Nueva

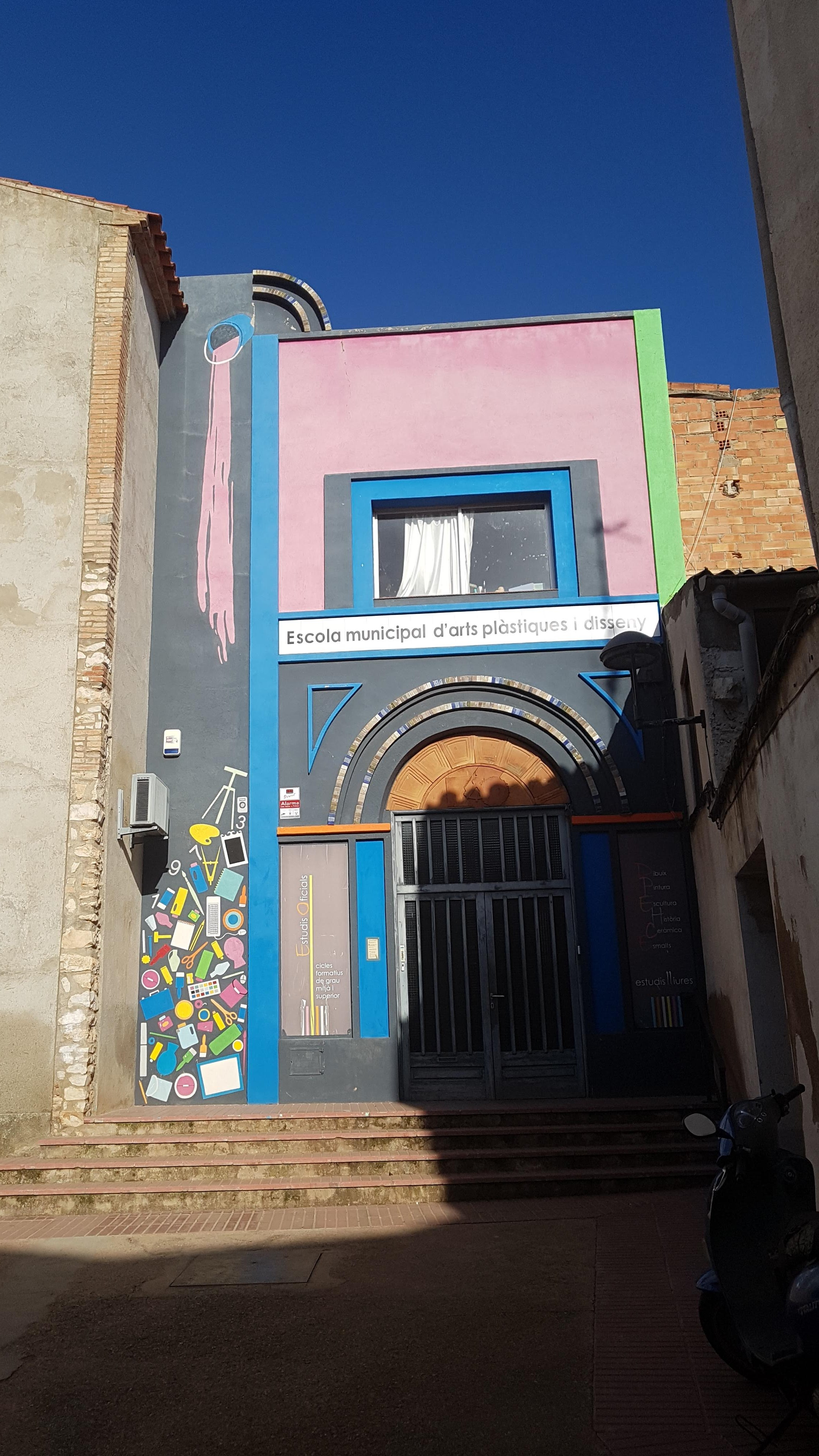
Escuela de artes plásticas y diseño

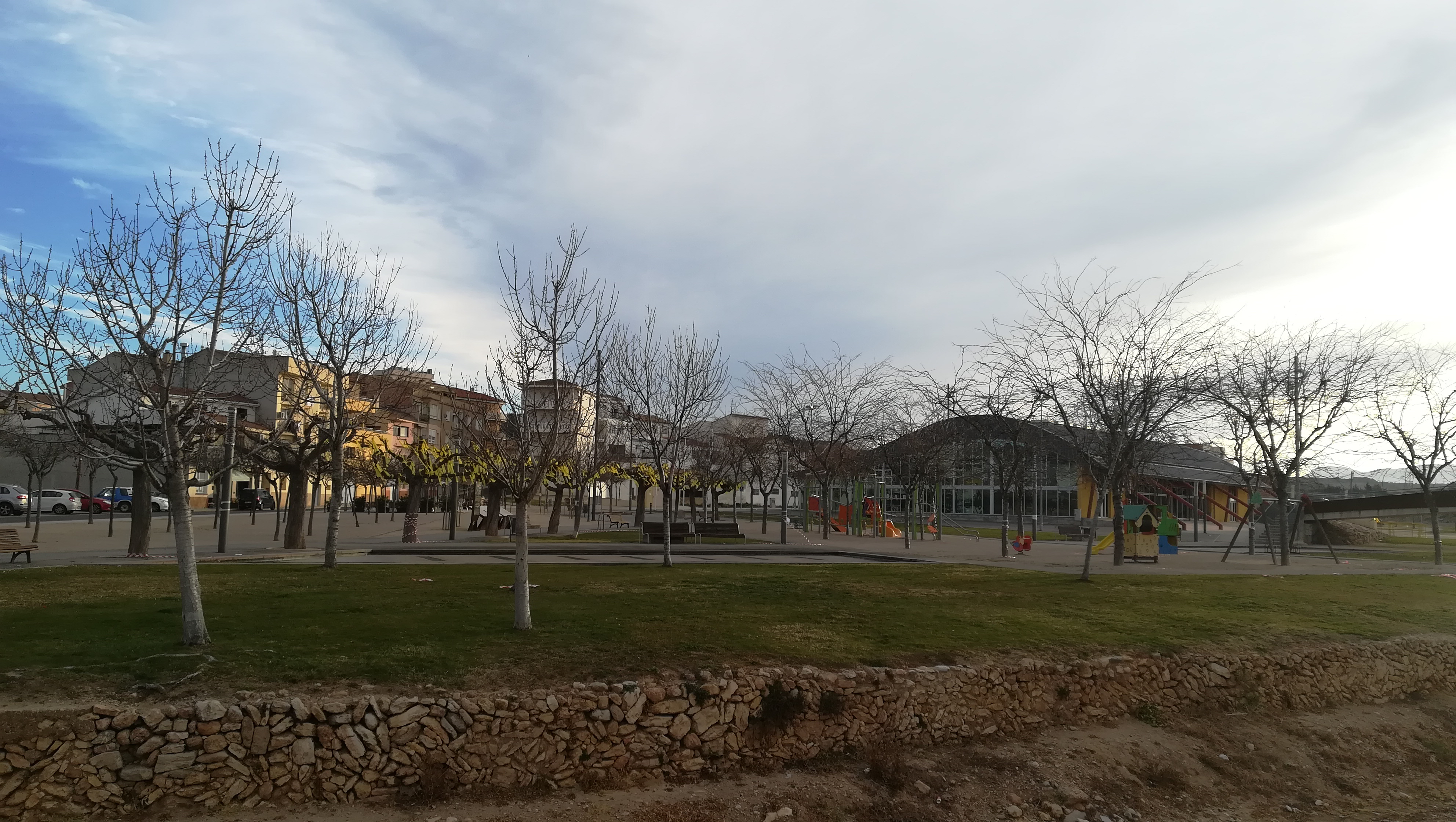
Parque Centenario

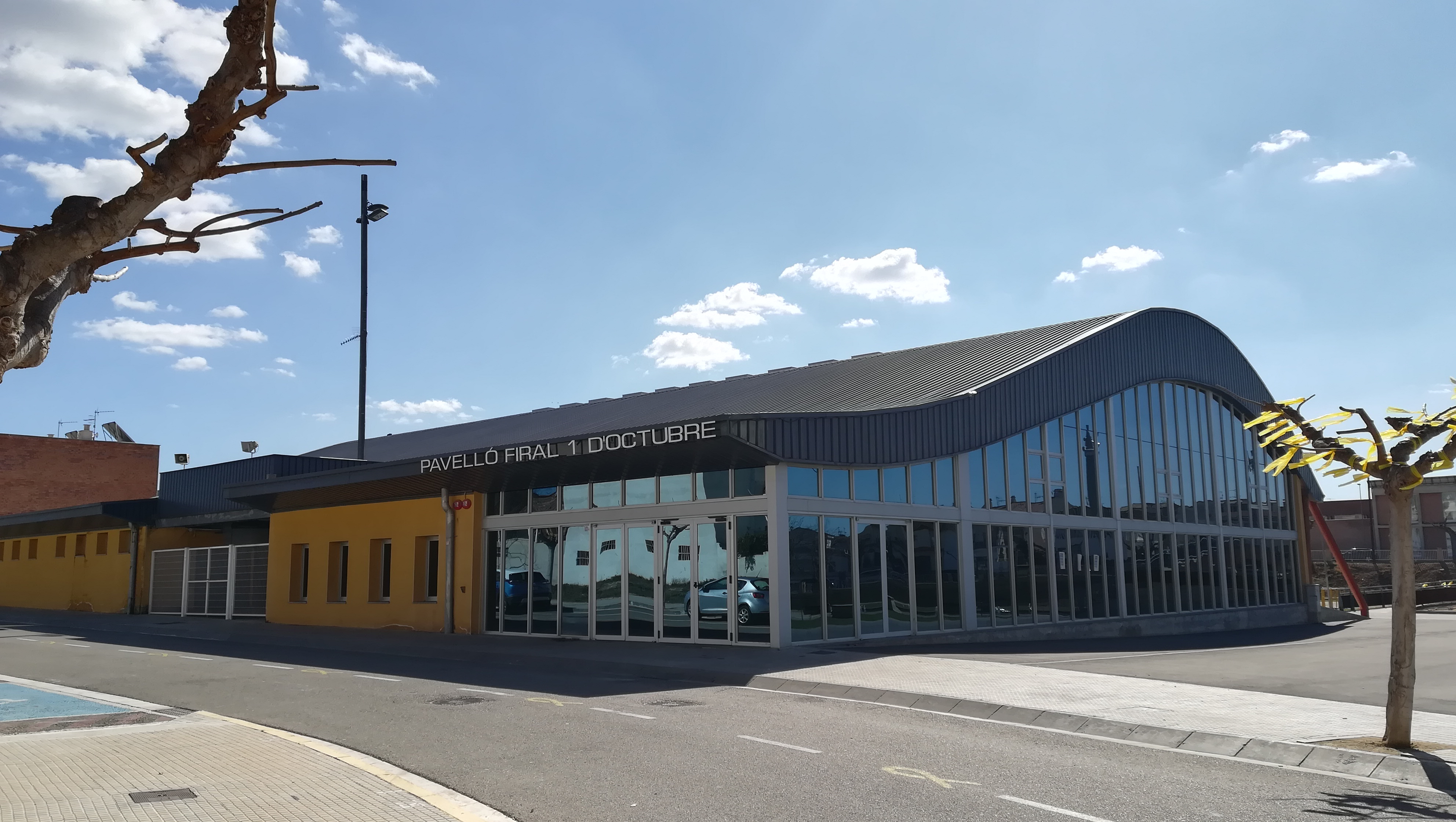
Pabellón Firal

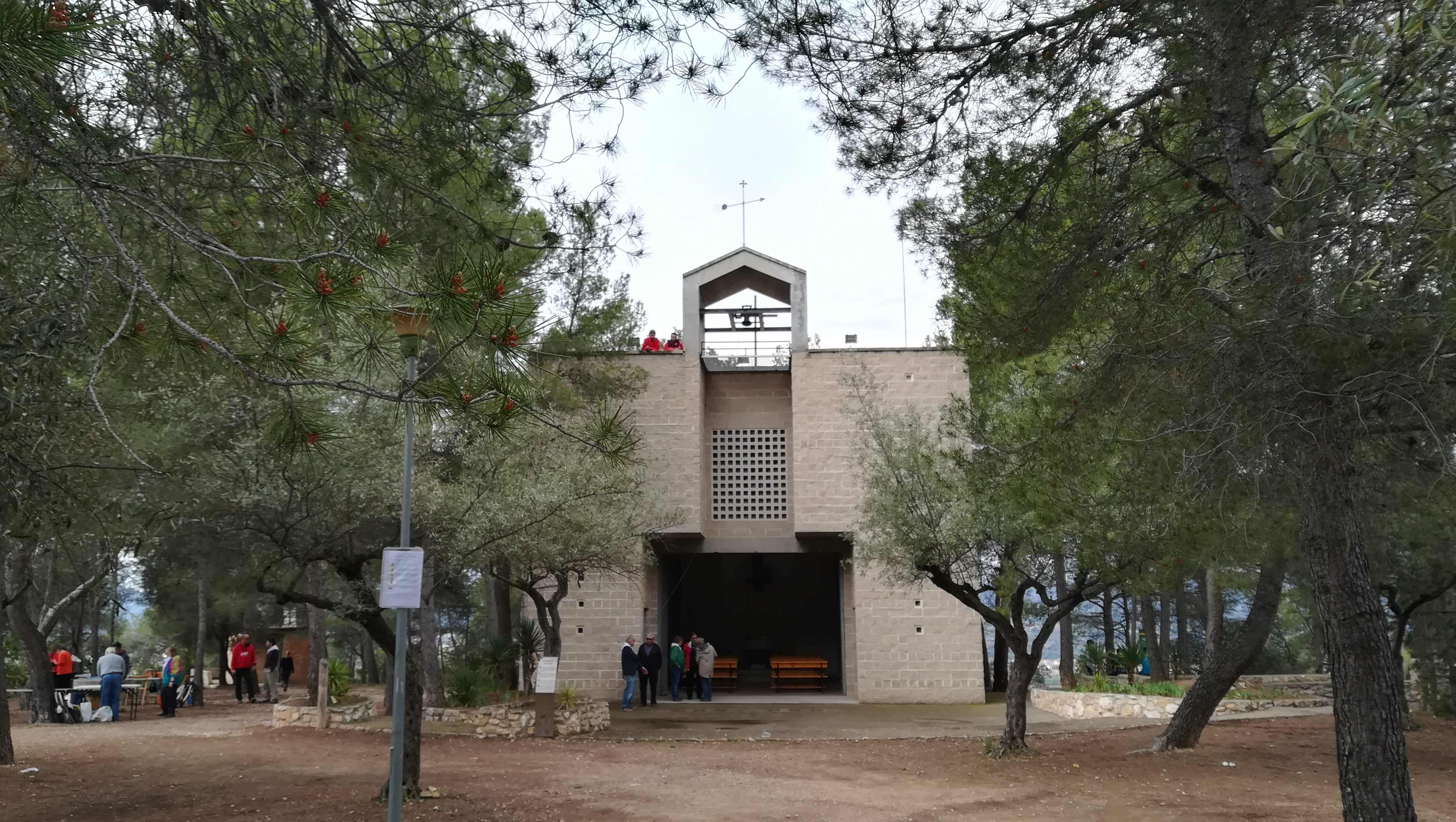
Ermita de Sant Pau

En el centro del pueblo hay una iglesia parroquial que esta dedicada a la Virgen de los Remedios. Es un edificio de tres naves separadas por arcadas sobre columnas. La nave central, que se cubre con un techo de casetones, plano, es copa por un ábside semicircular. Fue bastida con la colaboración de todo el pueblo al 1955, la antigua iglesia parroquial fue destruida durante la guerra civil de 1936-39. Los lugares más céntricos de la ciudad son la calle Mayor, el de Lluís Companys y la plaza de Cataluña.
De entre las edificaciones más destacables cabe resaltar el "Mas de la Coixa", una de las construcciones más antiguas de la villa, que data posiblemente del siglo XVIII. Otro lugar a visitar es la ermita de Sant Pau, construida en el siglo XX. Y también hay que nombrar l'Ateneo Obrero, actualmente Ateneu Casa de Cultura.
- Núcleo antiguo: en la plaza de la Verdura y alrededores se encuentra ubicado el conjunto histórico de la villa. En esta plaza había una pequeña iglesia de una planta, similar a una ermita, que fue destruida por el Comité en 1936.[7]
- El Mas de la Coixa, es uno de los edificios más emblemáticos de la población, al parecer fue construido en una isla surgida tras una riada durante el siglo XVII.[7]
- Estación de tren, es otra construcción emblemática de la población con más de cien años de historia.[4]

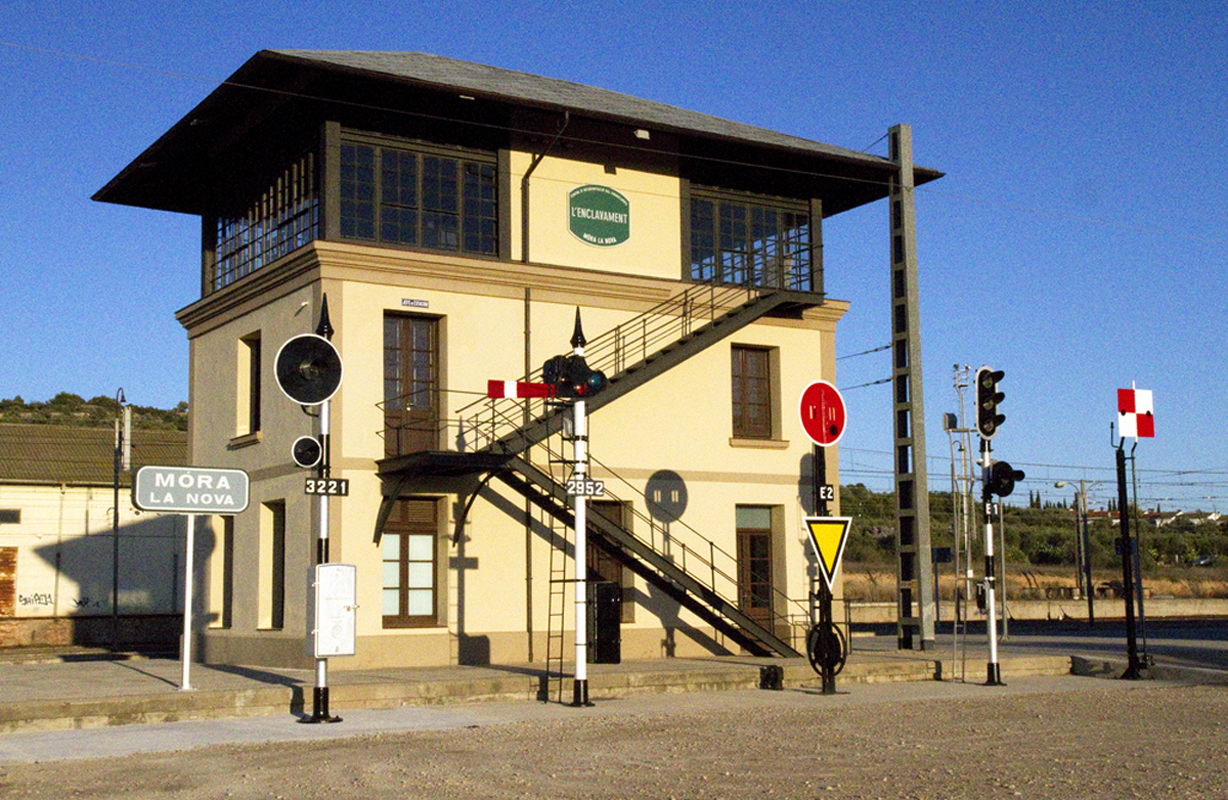
Centro de interpretación del ferrocarril

- La iglesia de Nuestra Señora del Remedio, fue construida en 1954 con la ayuda de los moranovencs, situado en el barranco de la Nolla, entre la plaza de la Iglesia y la calle de Mossen Joan.[7]
- El ateneo obrero o ateneo casa de cultura, es un edificio restaurado que acoge varias  actividades sociales, festivas y culturales y alberga radio local, la biblioteca municipal, el Casal de Juventud y la escuela de música.[4]
- La ermita de San Pablo, está ubicada en el cerro de Sant Pau, a 140m sobre el nivel del mar y a 3 km de la villa.[4]
- Centro de interpretación del Ferrocarril: constituye un espacio interactivo y multimedia que aproxima a los visitantes a la realidad histórica del ferrocarril.[4]
- El pabellón ferial, fue construido al lado del parque Centenario y se inauguró en octubre de 2006 coincidiendo con el 175 aniversario del derecho de constitución de la Feria de Mora la Nueva.[7]
- El embarcadero, ubicado en un lugar desde donde se puede disfrutar de unas vistas del río y de Mora de Ebro.[7]

## Servicios
- La escuela municipal de artes plásticas y diseño, es de ámbito supracomarcal y se imparten clases de cerámica, esmaltes, procedimientos pictóricos, dibujo, escultura e historia del arte.[7]
- El pabellón de deportes, está ubicado dentro de las instalaciones del polideportivo municipal Antoni Mateu.[4]
- El parque Centenario, es un espacio recuperado en el centro de la población. Las fuentes situadas en medio del parque tienen una moderna iluminación y lanzan un chorro de agua varios metros arriba.[7]

## Cultura

### Feria de Mora la Nueva
El 26 de octubre de 1831 nació lo que en el paso del tiempo se ha convertido en la Feria Agrícola, Ganadera e Industrial de Mora la Nueva, cuando hacía poco más de un año, el 3 de abril de 1830 en que se había materializado bajo el reinado de Fernando VII la carta de población que acreditaba el nacimiento de la villa de Mora la Nueva.
La Feria de Mora la Nueva es así una de las más antiguas de la demarcación, se celebra anualmente a finales de octubre, es un ciertamente un encuentro multisectorial que reúne a profesionales de toda la provincia y que ofrece, a lo largo de tres días, buenas ofertas y las últimas novedades en maquinaria agrícola e industrial, ganadería y agricultura.

### Feria del aceite
La feria intercomarcal del aceite es una feria que recoge toda la oferta oleícola de la zona. Participan la denominación de origen Siurana y la de la Tierra Alta, y también aceites que no están en ninguna DO. Las actividades que se realizan son: premios a los mejores aceites, degustaciones..., el acto con más participación popular es el desayuno con la típica clocha, seguido de un concurso de alioli

### Feria de Broncaters
Es un certamen ferial que se inició el 23 de septiembre de 2007 [14] con el objetivo de poner al alcance de todos todo tipo de objetos antiguos y dar a conocer la figura del anticuario, como la persona encargada de recuperar y arreglar todo tipo de objetos antiguos.

### Feria de Navidad
Es un certamen que comenzó en diciembre de 2004 con el objetivo de promocionar el comercio, los productos y la actividad comercial y de rebote la economía de Mora la Nueva.

### Gastronomía
- La Clocha (Clotxa)